# Самый сильный
«Самый сильный» — советский фильм-сказка.

## Сюжет
Фильм-притча по мотивам башкирских народных сказок о судьбе доброго молодца, первого богатыря — «Самого Сильного», который, однако, был хвастлив и бессердечен.

## В ролях
- Николай Мерзликин — Батыр
- Евгений Весник — халиф / визирь
- Татьяна Клюева — Гюльчек
- Владимир Довейко — Див
- Капитолина Ламочкина — бабка
- Павел Федосеев — дед
- Ирина Кмит — царевна
- Адольф Ильин — Мусабай
- Юрий Мельницкий — скороход
- Сергей Николаев — ветродуй
- Евгений Поликанин — слухач
- Аркадий Пышняк — стрелок
- Евгений Бугров — шут
- Константин Максимов — кузнец
- Даниил Нетребин — путник
- Владимир Дубровский — глашатай

В эпизодах:
- Валентин Макаров
- Зинаида Невоструева
- Сергей Никонов
- Виктор Саитов

## Технические данные
- Цветной
- Звуковой
- Широкоэкранный